# Khalid Ziyada
Khalid Ziyada (àrab: خالد زيادة, Ḫālid Ziyāda) (Trípoli, Líban, 1952) és un escriptor libanès. Ambaixador del Líban a Egipte, ha exercit de professor de ciències socials a la Universitat de Trípoli.
Ha publicat, entre d'altres, El descobriment del progrés, La imatge tradicional de la societat civil, L'evolució de la visió islàmica cap a Europa, Arqueologia del document històric, L'escriba del sultà, Divendres i diumenges i Barris de família, carrers de diversió. Les seves obres han estat traduïdes de l'àrab a diverses llengües.